# 菲尼克斯太阳
鳳凰城太陽（英語：Phoenix Suns，縮寫：PHX），是一支位於美國亞利桑那州鳳凰城的職業籃球隊，分屬於NBA西區太平洋組，是該組唯一不在加利福尼亞州的球隊，主場為鳳凰城球場。
太陽成立於1968年（NBA當年另於密爾瓦基擴編球隊），球隊初期表現平庸。但1975-76球季，迪克·范阿斯代爾、阿爾萬·亞當斯及保羅·韋斯特法爾的組合令太陽成功晉級總冠軍賽，最終輸給波士頓塞爾蒂克，此被認為是NBA冷門紀錄之一。未能衝擊總冠軍後，1980年代的太陽以沃特·戴維斯為重建基礎，直至1988年透過交易獲得凱文·強森。
史蒂夫·奈許2004年重返太陽。球隊在奈許與阿瑪雷·斯塔德邁爾及肖恩·馬里昂的搭配打出活躍的球風，不僅重回季後賽列強，2003-04賽季更追平隊史勝場紀錄。然而太陽仍無法跨越晉級總冠軍賽的高牆，被迫再次進入重建。
共有10位入選籃球名人堂的球員曾效力過太陽，其中查爾斯·巴克利及史蒂夫·奈許更在效力期間榮獲最有價值球員。

## 歷史

### 早期（1968-1976）

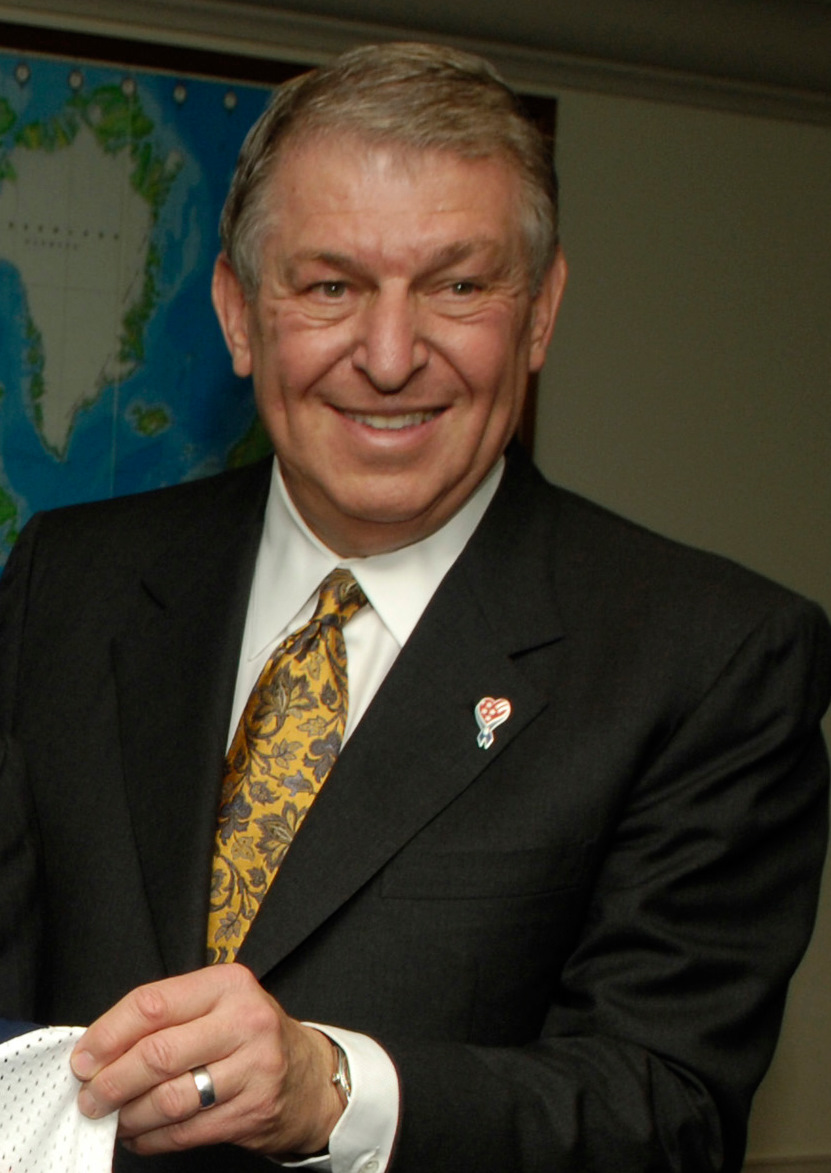
1968年，年僅28歲的傑瑞·柯朗傑洛成為太陽隊首任總經理。

太陽甫建隊第二季，就能晉級NBA季後賽，但第一輪不敵洛杉磯湖人。
1975-76賽季是太陽歷史性的一季，當年球隊陣中有不少好球員，包括保罗·韦斯特法尔、迪克·范阿斯代爾等，不僅以42勝40負成績重返季後賽行列，更擊敗西雅圖超音速及尋求衛冕的金州勇士，首度進入冠軍賽，最終敗於波士頓塞爾蒂克。

### 從功成名就到醜聞（1976-1988）
之後球隊一直處於高點，曾連續8個球季打入季後賽，但球隊在此時遇上挫折：當年潛力新秀尼克·瓦諾斯因空難逝世；另外數名球員牽涉禁藥風波，令太陽形象受損。直至傑瑞·柯朗傑洛率領的財團以當時破紀錄的4,400萬美金收購太陽全部股份，球隊再展開新頁。
由1987-88球季起，凯文·约翰逊、汤姆·钱伯斯、丹·马尔利等以交易或選秀身分加入，成為球隊基石；之後交易更獲得查爾斯·巴克利，開拓90年代的盛世。

### 惡漢當家（1992-1996）

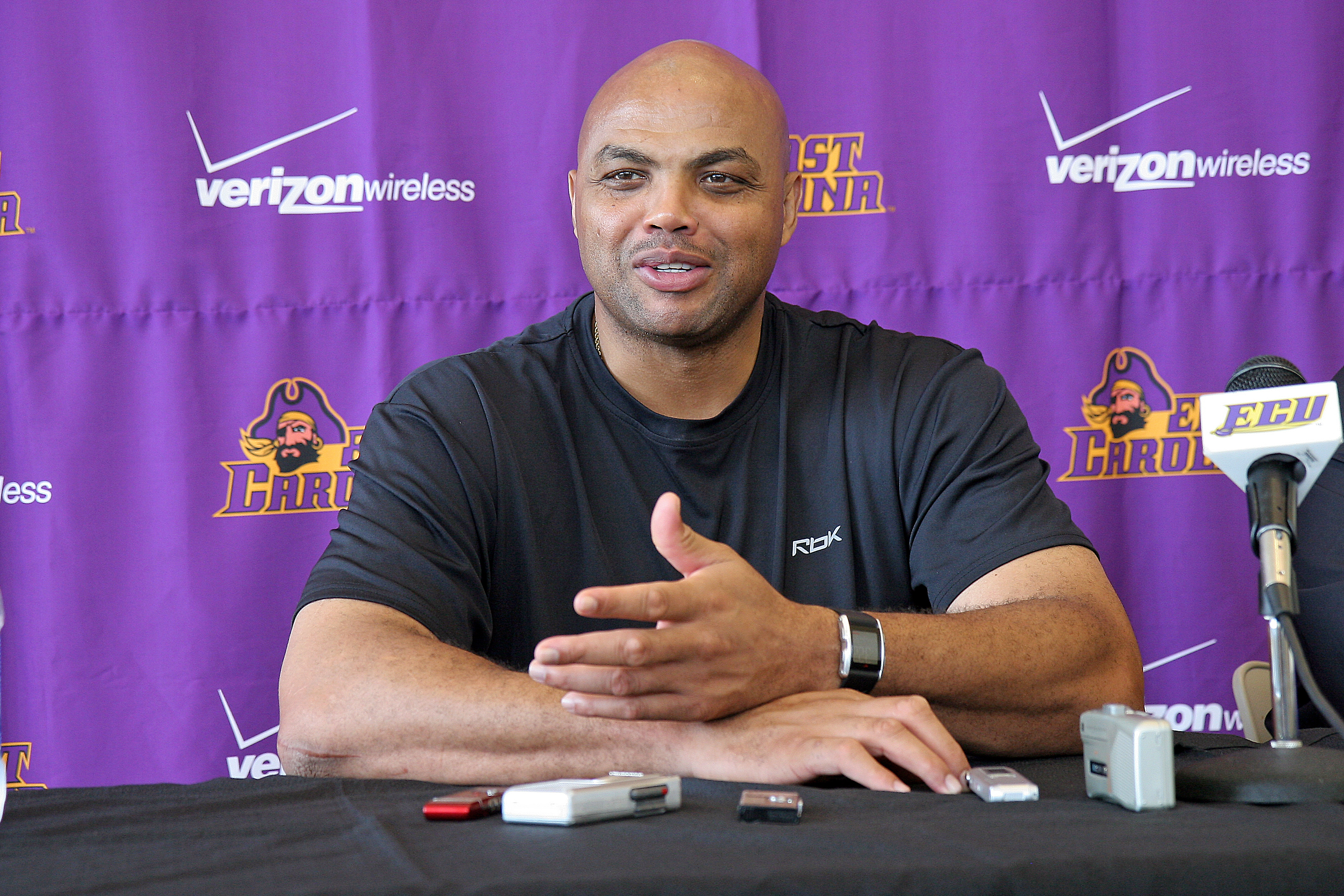
「惡漢」查爾斯·巴克利

太陽1992年搬進新落成的美西航空球館，並與費城76人交易，取得全明星查爾斯·巴克利，總教練則由韋斯特法爾接任。
1992-93賽季，太陽獲得62勝20負，以例行賽第一之姿打入季後賽，除了巴克利取得最有價值球員，亦再次奪下西區冠軍。但總冠軍賽不敵麥可·喬丹和斯科蒂·皮蓬領軍的芝加哥公牛，2:4敗下陣，其中第3場更經歷3度延長才分出勝負。
太陽之後兩季都曾在季後賽分別取得2:0及3:1領先，但最終仍不敵休士頓火箭。1995-96賽季後，巴克利為追求奪冠機會而被交易至火箭，惡漢時代亦徐徐落幕。

### 跑轟戰術風靡全球（1997-2009）
到之後時期，球隊雖然仍是季後賽常客，但無論由傑森·基德加上安芬尼·哈德威的組合，或者是史蒂芬·馬布里作為核心，始終未能再打入總冠軍賽。
在達拉斯獨行俠打出出色表現後，史蒂夫·奈許2004年「鳳還巢」加盟太陽，不僅兩度獲得MVP更連續三年獲選年度第一隊。奈許的組織配合跑轟戰術，加上全明星球員肖恩·马里昂和阿瑪雷·史陶德邁爾的內線支持以及外線射手林德羅·巴博薩和拉加·貝爾還有伯利斯·迪奧等球員的穩定發揮，使得太陽隊成為了NBA聯盟中最有實力的球隊之一。2005-07連續三年奪得分區冠軍，球隊的快攻能力更是聯盟之冠。

#### 俠客加入
太陽雖然以跑轟戰術在例行賽皆打下不錯的成績，但在季後賽總是功敗垂成，於是太陽做出了重大的變動。2007-08賽季，太陽將馬里昂和馬庫斯·班克斯交易至邁阿密熱火，換回俠客·歐尼爾，但依然在季後賽失利。2008-09賽季，太陽再次變陣，以拉加·貝爾和伯利斯·迪奧交易來夏洛特山貓的得分好手贾森·理查德森和贾莱德·杜德利，總教練泰瑞·波特也捨棄過去的跑轟戰術，期望打出新的風格。
全明星賽前，波特因戰績不佳被開除。重新執行跑轟戰術的太陽，即使有多場百分以上的不俗表現，仍無法彌補換將的化學效應不佳和防守弱點。2009年4月5日，太陽再度敗陣，奈許加入以來首次無緣季後賽。6月24日，太陽隊將歐尼爾送到克里夫蘭騎士，換取班·華勒斯、薩沙·帕夫洛維奇、一枚二輪選秀籤（第46順位）及50萬美元。

### 午夜（2009-2013）
太陽睽違一年晉級季後賽，接連淘汰波特蘭拓荒者、聖安東尼奧馬刺。西區冠軍賽強碰尋求衛冕的洛杉磯湖人，雙方戰局膠著、不分軒輊；第5場最後3秒，高比·拜仁接獲發球後直接三分球出手未進，朗·亞泰斯特搶下籃板補中，太陽與總冠軍賽再次失之交臂。奈許錯失了最接近總冠軍的機會，賽後在休息室難掩失落情緒。
2009-10賽季後，球隊考量史陶德邁爾的舊傷，因而未提出續約，隨後導致一連串的錯誤交易，致使往後戰績一蹶不振，皆無緣季後賽。

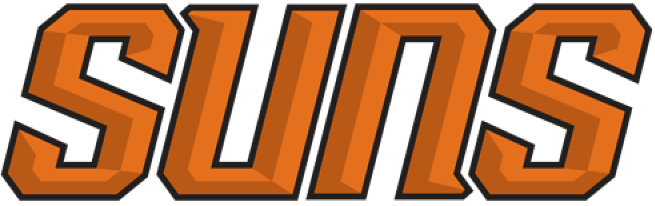
鳳凰城太陽2012年啟用的字標標誌。

2012年7月5日，太陽將奈許交易至湖人，並取得兩枚首輪籤（2013年、2015年）及兩枚二輪籤（2013年、2014年）。太陽2012-13賽季僅獲得25勝，成為西區爐主。

### 開高走低（2013-2015）
2013年5月27日，傑夫·霍納塞克答應太陽提出的3年合約，成為新任總教練。
這時太陽以戈倫·卓吉奇和艾瑞克·布萊德索為陣容核心，搭配外線遍地開花，打出又快又瘋的「新版快打旋風」，繳出了48勝34敗令人惊喜的战绩，卻成為第2支無緣晉级季後赛最多勝的球隊（第一支是金州勇士）。
2014-15賽季前，太陽以「先簽後換」的方式找來控衛以赛亚·托马斯，合約4年總值2700萬美元，並和布萊德索、卓吉奇搭檔。但總教練霍納塞克卻迫使卓吉奇改打無球，而球隊戰績並沒有比上一季卓吉奇擔任主控來的好，經多次協商未果，卓吉奇主動要求交易，表示他不會再信任太陽球團。最終，卓吉奇透過三方交易加盟邁阿密熱火，太陽則獲得2枚選秀籤。本季太陽戰績39勝43敗，在西區排名第10位。

### 旭日東昇（2015-）
2015年選秀，太陽第一輪第13順位選進德文·布克，且為尋求拉瑪庫斯·阿爾德里奇加盟，將馬基夫·莫里斯交易至華盛頓巫師。2015-16賽季，太陽取得7勝5敗，之後卻陷入低潮，20場僅5場獲勝。10月30日，太陽在主場迎戰波特蘭拓荒者，球員皆穿上印有史提夫·奈許頭像的紀念襪，球團也在中場休息時間舉辦榮譽之戒的入選儀式。終場太陽110比92獲勝。
雖然開除兩名助理教練邁克·朗加巴迪和傑里·西奇丁，並讓內特·布約克倫和厄爾·沃特森進入教練團，但球隊戰績仍未見起色，在西區只優於洛杉磯湖人，霍納塞克遭解除職務，改由沃特森暫代總教練。而布萊德索、布蘭登·奈特、羅尼·普萊斯先後因傷無法出賽，新秀德文·布克因此扛下先發分衛重任。太陽這個賽季仍然無緣晉級季後賽。
2016年4月19日，太陽宣布與沃特森簽下3年合約，出任總教練職務。布萊德索雖然健康復出，但太陽2016-17賽季與上一季相比只多一場勝利。不過布克等年輕球員也讓鳳凰城球迷們看到希望，布克獲選最佳新秀陣容第一隊，生涯第二個賽季場均獲得22.1分。除布克以外，新秀馬奎斯·克里斯也獲選最佳新秀陣容第二隊，泰勒·尤里斯在全明星週末後也打出身價。2017年選秀，太陽以首輪第四順位，選進來自堪薩斯大學的喬許·傑克森。
2017年10月19日，太陽2017-18賽季開幕戰，於主場對戰拓荒者，終場以124比76大比分落敗，不僅改寫NBA史上開幕戰最慘輸分，也是隊史開幕戰最大的輸分紀錄。10月22日，對戰洛杉磯快艇又以88比130慘敗，厄爾·沃特森被解除總教練職務，由助理教練傑·崔亞諾將暫代執教。太陽開季前三戰不僅全敗，當中兩場比賽甚至輸超過40分。沃特森2016年2月時接掌太陽兵符，戰績總計為33勝85敗，勝率28%。
2018年3月，太陽傳出將找尋新的總教練，除了扶正暫代總教練職務的崔亞諾，包括猶他爵士助理教練伊戈爾·柯科斯科夫、亞特蘭大老鷹總教練麥克·布丹霍澤、曾執教曼斐斯灰熊的大衛·費茲戴爾、前火箭總教練凱文·麥克海爾，以及生涯曾效力過太陽的傑森·基德等人被認為有機會執掌太陽兵符。最終，太陽與柯科斯科夫簽下3年合約，使他成為NBA史上首位歐洲出身的總教練。柯科斯科夫曾帶領斯洛維尼亞國家男子籃球隊獲得2017年歐洲籃球錦標賽冠軍。4月11日，太陽在對獨行俠的比賽以124比97取勝，這是自1997-98賽季後，太陽首次在例行賽對戰獨行俠全勝。4月29日，太陽解雇助理教練泰隆·科賓。
2018年選秀，太陽以首輪第一順位選中來自亞利桑那大學的中鋒德安德烈·艾頓，並將第16順位查爾·史密斯和一枚2021年來自邁阿密熱火的首輪籤交易至費城76人，換回第10順位的麥凱·布里吉斯。次輪，太陽分別以第31順位和第59順位挑選艾利·歐柯博及喬治·金恩。
2018年8月30日，太陽將布蘭登·奈特和馬奎斯·克里斯交易至火箭，獲得萊恩·安德森及新秀狄安東尼·梅爾頓。10月9日，太陽宣布正式解雇總經理萊恩·麥克唐諾，並暫由籃球事務部副總裁詹姆士·瓊斯和總經理助理崔佛·柏克史丹共同擔任。
2019年2月25日，太陽對戰邁阿密熱火以124比121獲勝，終止隊史最長17連敗。3月10日，太陽作客金州勇士，布克豪取37分11助攻8籃板，帶領球隊以115比111終結對戰18連敗，亦是太陽2014年11月9日後首次擊敗勇士。4月24日，太陽決定與僅執教一季的柯科斯科夫分道揚鑣。5月4日，太陽宣布由七六人助理教練蒙提·威廉斯接任總教練，雙方簽下五年合約。
2020年1月25日，太陽作客馬刺，布克以35分10籃板4助攻的優異表現，終結球隊在AT&T中心的11連敗。
太陽在2019-20賽季因疫情影響停賽之前取得26勝39敗，排名西區第十三位，外界預期在復賽後無法競爭晉級季後賽資格，但太陽打出令人驚歎的八連勝，為復賽後唯一全勝球隊，主力球員之一的布克更在對戰快艇時表現傑出。然而儘管如此，排名仍無法超越拓荒者（第八）和灰熊（第九），無緣季後賽。11月16日，太陽將里奇·魯比奧、小凱利·烏布雷、泰·傑洛姆、傑倫·萊克奎及一枚2022年首輪籤交易至奧克拉荷馬雷霆，換回明星控衛克里斯·保羅和阿卜杜勒·納德。

#### 總決賽鍛羽而歸
太陽上次晉級季後賽為2010年西區冠軍賽，2020-21賽季除了透過交易迎來保羅加盟，更以西區第二種子之姿晉級，將在第一輪對戰湖人。
2021年5月23日，太陽在雙核布克34分、艾頓21分16籃板率領下，99比90在主場拿下系列賽首勝，隨後卻陷入2連敗低潮。5月31日，第4戰於湖人主場史坦波中心進行，太陽在第3節奠定勝基，100比92追平系列賽。6月1日，太陽回到主場，在布克豪取30分下，終場115比85取得系列賽聽牌優勢。6月3日，湖人戴維斯在首節傷退，而布克延續上一場優異表現，3分球10投8中獲得47分，系列賽最終4比2粉碎湖人衛冕的希望。這也是雷霸龍·詹姆士生涯首次在季後賽第一輪遭到淘汰。
西區準決賽，太陽強碰新科MVP尼古拉·約基奇領軍的丹佛金塊，首戰在布里吉斯和保羅的發揮下，終場122比105取得勝利。6月10日，保羅貢獻17分15助攻，另外艾頓也獲得15分10籃板，以123比98取得系列賽第二勝，太陽本場計有6位球員得分上雙。6月12日，布克和保羅合計攻下55分，以116比102輕取對手，系列賽取得聽牌優勢。6月14日，太陽雙衛再次繳出優異數據，保羅37分7助攻、布克34分11籃板，四連勝橫掃金塊，睽違11年再闖西區冠軍賽，將對戰洛杉磯快艇，而約基奇則因第三節末一次抄球被吹判二級惡意犯規遭驅逐出場。
西區冠軍賽前，保羅因確診2019冠狀病毒病進入聯盟健康安全協議，球團預計他將缺席前兩場比賽；首戰，布克手感依舊火熱，攻下40分13籃板並傳出11助攻，另艾頓也獲得20分9籃板，終場120比114太陽率先開胡。第二戰雙方比分一路拉鋸，艾頓在第四節剩0.9秒時接獲傑·克勞德的發球並灌進籃筐，太陽以一分差勝出；賽後，太陽在推特將保羅的狀態更新為可能出賽。陷入系列賽落後的快艇，第三戰在主場終止太陽季後賽八連勝，保羅及布克本場比賽手感欠佳，皆各獲15分。6月27日，太陽全隊命中率僅36%，仍驚險以84比80奪下系列賽聽牌優勢。
太陽回到鳳凰城力拚西區冠軍加冕，首節卻陷入落後，終場102比116不敵瀕臨淘汰的快艇。在保羅斬獲41分8助攻帶動下，太陽在客場順利以130比103守住系列賽第六場勝利。
睽違28年再闖總決賽（上次晉級為1993年），保羅、布克及艾頓合計攻下81分，太陽118比105取得系列賽首勝。第二戰，艾頓受制於公鹿防守，僅獲10分11籃板；幸虧布克火力不減，單場投進7記三分球為個人季後賽次佳，攻下31分5籃板6助攻，另外布里吉斯也有27分7籃板，最終118比108笑納二連勝。第三戰作客密爾瓦基，布克頓失準心，寫下個人季後賽生涯得分新低（10分6籃板）；而艾頓僅上場24分鐘就累積5次犯規，陷入犯規麻煩。攻守失序的太陽，最終100比120不敵鹿群狂襲，總決賽仍保有2-1領先優勢。
失望的客場二連敗後，遭扳平系列賽的太陽回到主場力拼聽牌，布克40分4籃板3助攻、保羅21分2籃板11助攻，卻仍無法抵擋安戴托昆波、米德爾頓等人的攻勢，終場119比123輸球。從保有總決賽領先優勢到離淘汰僅一場之遙，布克及保羅賽後記者會皆難掩失望。
太陽背負輸球即淘汰的壓力重返密爾瓦基，保羅26分5助攻力挽狂瀾，試圖將戰局延長回到鳳凰城主場，然而最終仍以七分差惜敗公鹿。另外布克獲得19分3籃板5助攻，板凳出發的克勞德也攻下15分13籃板。雖無緣生涯首冠，保羅賽後表態沒考慮退休，已準備好返回球場。

#### 再次挑戰(失望而歸)
2021-22賽季前，即使少了保羅，全聯盟戰績最佳的太陽仍舊展現強勁實力，在布克回歸的助威下，在客場以111：90擊敗了東區龍頭熱火。在保羅缺席期間，太陽8場比賽拿到5勝3敗，戰績來到53勝13敗，成為全聯盟第一支取得季後賽門票的球隊，並最終握有季後賽所有主場優勢。
連續過關搶下第8種子的鵜鶘前往鳳凰城挑戰聯盟龍頭太陽，不僅沒像賽前預測那樣被橫掃，甚至逼迫太陽輸掉兩場，但最後太陽4比2晉級。
次輪面對第四種子達拉斯獨行俠，擋不住其當家球星盧卡·唐西奇，在雙方前六場都保住自家主場情況下，搶七大戰以90比123慘敗33分，保羅再度痛失冠軍金盃。

#### 杜蘭特降臨，全新四巨頭時期
2023年2月9日，太陽宣布以4張首輪籤和1個首輪互換權加上傑·克勞德、麥凱·布里吉斯、卡麥隆·強森，換取籃網明星前鋒凱文·杜蘭特，促成了德文·布克、克里斯·保羅、德安德烈·艾頓和杜蘭特的四巨頭連線。
4月4日，四巨頭連線下，在主場以115：94擊敗聖安東尼奧馬刺，雖然無緣完成太平洋賽區三連霸，但確定晉級季後賽，並握有主場優勢。
在2023年NBA季後賽首輪對決洛杉磯快艇，最終以4：1淘汰對手，次輪將對上丹佛金塊，但在先後折損了後場指揮官克里斯·保羅及中鋒德安德烈·艾頓，最終以2：4不敵對手，慘遭淘汰止步次輪。
5月14日，在太陽次輪被淘汰後，球隊決定開除總教練蒙提·威廉斯。
6月3日，太陽新任總教練為曾在2020年率領洛杉磯湖人拿下總冠軍的法蘭克·沃格爾，雙方已達成一份5年3100萬美元的合約。

#### 比爾降臨，全新三巨頭時期
2023年6月18日，太陽宣布以4個首輪籤互換權及6個二輪籤和部分現金加上克里斯·保羅、蘭德瑞·沙米特，換取巫師明星後衛布拉德利·比爾，促成了德文·布克、凱文·杜蘭特、和比爾的三巨頭連線。
2023年9月27日，艾頓與朱·哈勒戴、圖馬尼·卡馬拉和2029年首輪選秀權一起被交易到波特蘭拓荒者，作為三隊交易的一部分，拓荒者隊將達米安·里拉德送到密爾瓦基公鹿，格雷森·艾倫、優素福·諾基奇、納西爾·利特爾和基翁·約翰遜加盟鳳凰城太陽。
2023-24賽季，太陽例行賽最終成績為49勝33負，排名為西區第六，晉級季後賽；季後賽首輪以0：4被西區第三明尼蘇達灰狼橫掃出局止步。
2024-25賽季，太陽例行賽最終成績為36勝46負，排名為西區第十一，無緣季後附加賽；太陽隨即開除總教練麥克·布丹霍澤，連續三年於季末找總教練作為代罪羔羊。

## 主場館
太陽1968年至1992年的主場為亞利桑那退伍軍人紀念體育館。1992年，太陽遷至美西航空球館（現鳳凰城太陽球館），並作為主場使用至今。

## 賽季紀錄
詳細參見鳳凰城太阳賽績列表

## 榮譽之戒及退休背號
| 鳳凰城太陽榮譽之戒 | 鳳凰城太陽榮譽之戒 | 鳳凰城太陽榮譽之戒 | 鳳凰城太陽榮譽之戒 |
| 背號               | 球員               | 位置               | 效力賽季           |
| ------------------ | ------------------ | ------------------ | ------------------ |
| 5*                 | 迪克·范·阿斯代爾   | 後衛               | 1968–77            |
| 6*                 | 沃爾特·戴維斯      | 後衛               | 1977–88            |
| 7*                 | 凱文·約翰遜        | 後衛               | 1988–1998, 2000    |
| 9                  | 丹·馬爾利          | 前鋒               | 1988–95, 2001–02   |
| 13                 | 史提夫·奈許        | 後衛               | 1996–98, 2004–12   |
| 24                 | 湯姆·錢伯斯        | 前鋒               | 1988–93            |
| 31*                | 肖恩·马里昂        | 前鋒               | 1999–2008          |
| 32*                | 阿玛雷·斯塔德迈尔  | 前鋒               | 2002–10            |
| 33*                | 阿爾萬·亞當斯      | 中鋒               | 1975–88            |
| 34                 | 查爾斯·巴克利      | 前鋒               | 1992–96            |
| 42*                | 康尼·霍金斯        | 前鋒               | 1969–73            |
| 44*                | 保羅·韋斯特法爾    | 後衛               | 1975–80, 1983–84   |

註：
- *為退休背號
- 2007-08賽季格蘭特·希爾加入，阿爾萬·亞當斯將已退休的號碼特例讓給後進

### 名人堂
- 查爾斯·巴克利
- 傑瑞·柯朗傑洛（英语：Jerry Colangelo）
- 康尼·霍金斯
- 史蒂夫·奈許
- 傑森·基德
- 格蘭特·希爾
- 保羅·韋斯特法爾

## 職員

### 總經理
| 鳳凰城太陽 歷任總經理     | 鳳凰城太陽 歷任總經理 |
| 總經理                    | 任期                  |
| ------------------------- | --------------------- |
| 傑瑞·柯朗傑洛             | 1968–1995             |
| 布萊恩·柯朗傑洛           | 1995–2006             |
| 麥克·狄安東尼             | 2006–2007             |
| 史蒂夫·科爾               | 2007–2010             |
| 蘭斯·布蘭克斯             | 2010–2013             |
| 萊恩·麥克唐諾             | 2013–2018             |
| 詹姆斯·瓊斯 崔佛·柏克斯坦 | 2018–2019             |
| 詹姆斯·瓊斯               | 2019–2025             |
| 布萊恩·古格里             | 2025–至今             |

## 外部連結
- 官方網站 （页面存档备份，存于）（英文）